# Little Bitch
Little Bitch – trzeci album studyjny, latynoskiej grupy rockowej – Tito & Tarantula, wydany w roku 2000. Album został nagrany w Glendale w Kalifornii.

## Lista utworów
1. "Everybody Needs" − 5:23
2. "Forever Forgotten & Unforgiven" − 5:26
3. "Crack in the World" − 3:26
4. "Goodbye Sadie" − 4:46
5. "Lady Don't Leave" − 3:52
6. "Lonely Sweet Marie" − 3:20
7. "Crime & Shame" − 3:08
8. "Bitch" − 3:08
9. "World at My Feet" − 4:23
10. "Super Vita Jane" − 3:37
11. "Dead Person" − 3:56
12. "Silent Train" − 4:21
13. "Regresare" − 3:14

## Twórcy
- Peter Atanasoff – gitara prowadząca, wokal
- Tito Larriva – gitara rytmiczna, wokal prowadzący
- Johnny "Vatos" Hernandez – perkusja, wokal
- Dominique Davalos – gitara basowa, wokal
- Andrea Figueroa - skrzypce, mandolina, gitara, wokal
- Bucka Allen - akordeon, organy Hammonda
- John Avila – gitara basowa
- Marcus Praed – gitara basowa, gitara elektryczna, wokal, miksowanie
- Annette Niermann – wokal
- Janet Carroll – wokal
- Bridgette Feltus – wokal
- Bron Tieman - programowanie